# Principiul întâi al termodinamicii
| Principiile termodinamicii              |
| --------------------------------------- |
| Principiul zero al termodinamicii       |
| • Stabilirea echilibrului termodinamic  |
| • Tranzitivitatea echilibrului termic   |
| Principiul întâi al termodinamicii      |
| Principiul al doilea al termodinamicii  |
| Principiul al treilea al termodinamicii |
| modifică                                |

Principiul întâi al termodinamicii constituie o particularizare a legii conservării energiei la procesele în care intervine mișcarea termică a materiei, adică mișcarea dezordonată a unui număr mare de particule (atomi, molecule etc.).

## Transfer de energie
Energia unui sistem termodinamic este egală cu suma tuturor energiilor particulelor componente. Energia unui sistem se măsoară în raport cu un sistem de referință solidar cu sistemul termodinamic și cu originea în centrul de inerție al sistemului.
Ca urmare a interacțiunii dintre sistemul fizic și mediul exterior poate avea loc un transfer de energie. Acest transfer de energie se poate face cu sau fără variația parametrilor externi. În cazul în care interacțiunea are loc cu variația parametrilor externi, avem de-a face cu un proces mecanic sau cu o acțiune mecanică iar energia transferată se numește lucru mecanic. Un proces de interacțiune are loc și în alte situații când parametrii externi care variază sunt inducția electrică, inducția magnetică etc. Daca interacțiunea are loc fără variația parametrilor externi, transmiterea energiei se numește schimb de căldură, iar energia transmisă se numește căldură. Rezultă că deși lucrul mecanic și căldura au dimensiunile unei energii, ele nu sunt forme de energie, ci forme de schimb de energie și nu sunt echivalente. Lucrul mecanic este o forma macrofizică (ordonată) de transmitere a energiei de la un sistem la altul, în timp ce căldura este o forma microfizică (neordonată) de transmitere a energiei.

## Formularea primului principiu al termodinamicii
Primul principiu al termodinamicii a fost o formă precursoare legii conservării energiei la procesele în care intervine mișcarea termică a materiei. Acest principiu a fost enunțat pentru prima dată de către Robert Mayer în 1842. La baza enunțului său a stat observația experimentală că lucrul mecanic se poate transforma în căldură și invers.
{\displaystyle dU=\delta Q-\delta L\,}
Transformări ale lucrului mecanic în căldură se întâlnesc în toate fenomenele de frecare între corpuri, la comprimarea și dilatarea gazelor, la transformarea lucrului mecanic în energie electrică și apoi în căldură prin efect Joule etc. Transformarea directă a căldurii în lucru mecanic se realizează prin intermediul mașinilor termice. Dacă se consideră un sistem adiabatic, adică între sistem și mediul înconjurător să nu aibă loc schimb de căldură, atunci starea unui astfel de sistem se poate schimba prin efectuarea unui lucru mecanic asupra sa de către mediul înconjurător și invers. În acest caz primul principiu poate fi scris sub forma
{\displaystyle \Delta L=\Delta U=U_{2}-U_{1}\,}
Dacă se consideră schimbarea stării unui sistem neadiabatic atunci, în general, lucrul mecanic {\displaystyle \Delta L\,} efectuat asupra sistemului nu va fi egal cu variația energiei sale interne. În acest caz are loc și un schimb de căldură între sistem și mediul înconjurător, astfel încât primul principiu al termodinamicii (care exprimă legea conservării energiei) se exprimă prin relația:
{\displaystyle \Delta U=\Delta Q-\Delta L\,}
sau
{\displaystyle \Delta Q=\Delta U+\Delta L\,}
Din această relație rezultă că variația energiei interne a sistemului este egală cu diferența dintre cantitatea de căldură schimbată de sistem cu mediul înconjurător și lucrul mecanic efectuat asupra sistemului (sau de către sistem către exterior).
Pentru schimbările infinitezimale, primul principiu se scrie sub forma:
{\displaystyle \delta U=\delta Q-\delta L\,}
În cadrul calculelor se face următoarea convenție: căldura este pozitivă dacă este primită de sistem din exterior și negativă dacă este cedată de sistem exteriorului; lucrul mecanic este pozitiv dacă este efectuat de sistem asupra exteriorului și negativ dacă este efectuat de exterior asupra sistemului. Această convenție este, ca orice convenție, arbitrară și la locul ei poate fi aleasă o alta. Forma descrisă permite ca la mașinile termice motoare mărimile care definesc randamentul termic să aibă valori pozitive.
O consecință a primului principiu este aceea că este imposibil să funcționeze un perpetuum mobile de speța întâi (prin perpetuum mobile de speța întâi se înțelege un sistem termodinamic capabil să furnizeze lucru mecanic exteriorului fără a primi o energie echivalentă sub formă de căldură din exterior). Să considerăm în acest scop un sistem ce suferă o transformare ciclică, adică o transformare în care starea finală coincide cu starea inițială. Energia internă fiind o mărime de stare, variația ei într-o astfel de transformare este nulă, ceea ce conduce la:
{\displaystyle 0=\Delta Q-\Delta L\,}
sau
{\displaystyle \Delta L=\Delta Q\,}
ceea ce în conformitate cu convenția stabilită impune ca sistemul să primească căldura de la exterior pentru a putea efectua lucrul mecanic asupra acestuia.
În cazul unei pile galvanice sau celule de concentrație in ecuația primului principiu lucrul care apare este de natură electrică fiind produsul intre tensiunea la borne și sarcina electrică elementară deoarece pila debitează curent electric în circuitul exterior. Pilele galvanice (inclusiv cele de concentrație) transformă căldura în lucru electric (curent electric).
În concluzie, alte formulări ale principiului întâi ale termodinamicii sunt:
- Nu se poate realiza o mașină termică care să producă lucru mecanic fără a consuma o cantitate echivalentă de căldură. O astfel de mașină care ar produce lucru mecanic continuu fără să consume căldură în cantitate echivalentă a primit numele de perpetuum mobile de ordinul I (sau de speța I).
- Perpetuum mobile de speța I este imposibil.
- Căldura se poate transforma în lucru mecanic sau poate fi obținută prin transformarea lucrului mecanic întotdeauna cu respectarea raportului de echivalență: 1 Kcal = 427 Kgfm.
- Nu se poate realiza o mașină care să producă energie de o anumită formă fără a consuma o cantitate echivalentă de energie de o altă formă. Acest enunt afirmă de fapt imposibilitatea creării energiei.
- Nu se poate realiza o mașină care să consume energie fără a ceda în exterior o cantitate echivalentă de altă formă de energie. Acest enunț afirmă imposibilitatea distrugerii sau dispariției energiei.

## Aplicații ale principiului întâi al termodinamicii la gazele perfecte. Capacități termice ale gazelor
Se numește capacitate termică C a unui sistem într-un anumit proces considerat și la o anumită temperatură căldura necesară pentru a ridica cu un grad temperatura sistemului, fără schimbarea stării de agregare.
{\displaystyle C=\lim _{t\to t_{0}}{\frac {\Delta \ Q}{t-t_{0}}}={\frac {dQ}{dT}}}
Unitatea de măsură a lui C în Sistemul Internațional de unități este J/K.
Capacitatea termică raportată la unitatea de masă dintr-o substanță omogenă se numește capacitate termică masică, iar cea raportată la unitatea de volum capacitate termică volumică. Vechea denumire de căldură specifică este ambiguă și nerecomandată.
{\displaystyle c={\frac {C}{m}}}         J/(kg K)
respectiv
{\displaystyle c={\frac {C}{V}}}         J/(m3 K).
Capacitatea termică kilomolară, folosită mai ales la gaze, reprezintă capacitatea termică a unui kilomol de gaz și se măsoară în J/(kmol K).
Deoarece cantitatea de căldură nu este o funcție de stare, valoarea capacității termice va depinde felul transformărilor prin care trece sistemul.
În fizică cele mai folosite sunt căldurile molare la volum constant (Cv) și la presiune constantă (Cp) care se definesc prin cantitatea de căldură necesară încălzirii cu un grad a unui mol de gaz când se menține constant volumul, respectiv presiunea.
Energia internă a unui gaz este, în general, o funcție atât de T cât și de V și prin urmare:
{\displaystyle dU=\left({\frac {\partial U}{\partial T}}\right)_{V}dT+\left({\frac {\partial U}{\partial V}}\right)_{T}dV}
Dacă se consideră o transformare la volum constant   ( {\displaystyle dV=0\ } ), {\displaystyle \delta L=0\,}   rezultă:
{\displaystyle \left(\delta Q\right)_{V}=dU=\left({\frac {\partial U}{\partial T}}\right)_{V}dT}
Conform definiției, capacitatea termică molară la volum constant va fi:
{\displaystyle C_{v}=\left({\frac {\partial Q}{\partial T}}\right)_{V}=\left({\frac {\partial U}{\partial T}}\right)_{V}}
În mod analog capacitatea termică molară la presiune constantă este dată de relația:
{\displaystyle C_{p}=\left({\frac {\delta \ Q}{dT}}\right)_{p}=\left({\frac {\partial U}{\partial T}}\right)_{V}+\left[\left({\frac {\partial U}{\partial V}}\right)_{T}+p\right]\left({\frac {\partial V}{\partial T}}\right)_{p}}
Din relațiile de mai sus rezultă legătura dintre căldurile la volum și respectiv presiune constantă:
{\displaystyle C_{p}-C_{v}=\left[\left({\frac {\partial U}{\partial V}}\right)_{T}+p\right]\left({\frac {\partial V}{\partial T}}\right)_{p}}
Pentru un gaz perfect energia internă depinde numai de temperatură {\displaystyle U=U(T)\,}; aceasta se explică prin aceea că volumul ocupat de moleculele și interacțiunile dintre ele pot fi neglijate. Ca urmare, ținând cont și de ecuația de stare pV = RT (scrisă pentru un mol de gaz) se obține:
{\displaystyle C_{p}-C_{v}=p\left({\frac {\partial V}{\partial T}}\right)_{p}=R}
relație cunoscuta sub denumirea de relația lui R. Mayer.
Daca se ține cont de expresia energiei interne a unui mol de gaz perfect {\displaystyle U={\frac {i}{2}}RT}, unde i este numărul gradelor de libertate, atunci:
{\displaystyle C_{v}=\left({\frac {\partial U}{\partial T}}\right)_{v}={\frac {i}{2}}R}
{\displaystyle C_{p}=C_{v}+R={\frac {i+2}{2}}R}
Un rol important în descrierea comportării gazelor îl joacă raportul dintre căldura molară la presiune constantă și căldura molară la volum constant:
{\displaystyle k={\frac {C_{p}}{C_{v}}}={\frac {i+2}{i}}}
Acest raport este denumit exponent adiabatic și pentru gaze perfecte are urmatoarele valori:
- gaze monoatomice: {\displaystyle k={\frac {5}{3}}=1,66} (He, Ne, Ar, Kr ...)
- gaze biatomice: {\displaystyle k={\frac {7}{5}}=1,4} (N2, O2 ...)
- gaze tri sau poliatomice: {\displaystyle k={\frac {4}{3}}=1,33} (H2O, NH3, CH4 ...)